# Wolfsheim/Diskografie
Diese Diskografie ist eine Übersicht über die musikalischen Werke des deutschen Synthiepop-Duos Wolfsheim. Den Quellenangaben zufolge hat es bisher mehr als 670.000 Tonträger verkauft. Seine erfolgreichste Veröffentlichung ist das vierte Studioalbum Spectators mit über 250.000 verkauften Einheiten.

## Alben

### Studioalben
| Jahr | Titel Musiklabel                                                   | Höchstplatzierung, Gesamtwochen, AuszeichnungChartplatzierungen (Jahr, Titel, Musiklabel, Platzierungen, Wochen, Auszeichnungen, Anmerkungen) | Höchstplatzierung, Gesamtwochen, AuszeichnungChartplatzierungen (Jahr, Titel, Musiklabel, Platzierungen, Wochen, Auszeichnungen, Anmerkungen) | Höchstplatzierung, Gesamtwochen, AuszeichnungChartplatzierungen (Jahr, Titel, Musiklabel, Platzierungen, Wochen, Auszeichnungen, Anmerkungen) | Anmerkungen                                               |
| Jahr | Titel Musiklabel                                                   | DE | AT | CH | Anmerkungen                                               |
| ---- | ------------------------------------------------------------------ | --- | --- | --- | --------------------------------------------------------- |
| 1992 | No Happy View Strange Ways Records (EFA)                           | — | — | — | Erstveröffentlichung: 15. Mai 1992 Verkäufe: + 65.000     |
| 1993 | Popkiller Strange Ways Records (Indigo)                            | — | — | — | Erstveröffentlichung: 1. Oktober 1993                     |
| 1996 | Dreaming Apes Strange Ways Records (Indigo)                        | DE91 (3 Wo.)DE | — | — | Erstveröffentlichung: 16. Februar 1996                    |
| 1999 | Spectators Metropolis Records • Strange Ways Records (Indigo)      | DE2 Gold · (25 Wo.)DE | — | CH41 (1 Wo.)CH | Erstveröffentlichung: 29. Januar 1999 Verkäufe: + 250.000 |
| 2003 | Casting Shadows Metropolis Records • Strange Ways Records (Indigo) | DE1 Platin · (38 Wo.)DE | AT38 (10 Wo.)AT | CH56 (4 Wo.)CH | Erstveröffentlichung: 7. April 2003 Verkäufe: + 200.000   |

### Livealben
| Jahr | Titel Musiklabel                                    | Anmerkungen                            |
| ---- | --------------------------------------------------- | -------------------------------------- |
| 1997 | Hamburg Rom Wolfsheim Strange Ways Records (Indigo) | Erstveröffentlichung: 20. Oktober 1997 |

### Kompilationen
| Jahr | Titel Musiklabel                    | Höchstplatzierung, Gesamtwochen, AuszeichnungChartplatzierungen (Jahr, Titel, Musiklabel, Platzierungen, Wochen, Auszeichnungen, Anmerkungen) | Höchstplatzierung, Gesamtwochen, AuszeichnungChartplatzierungen (Jahr, Titel, Musiklabel, Platzierungen, Wochen, Auszeichnungen, Anmerkungen) | Höchstplatzierung, Gesamtwochen, AuszeichnungChartplatzierungen (Jahr, Titel, Musiklabel, Platzierungen, Wochen, Auszeichnungen, Anmerkungen) | Anmerkungen                            |
| Jahr | Titel Musiklabel                    | DE | AT | CH | Anmerkungen                            |
| ---- | ----------------------------------- | --- | --- | --- | -------------------------------------- |
| 1995 | 55578 Strange Ways Records (Indigo) | DE79 (5 Wo.)DE | — | — | Erstveröffentlichung: 17. Februar 1995 |

### EPs
| Jahr | Titel Musiklabel                        | Anmerkungen                           |
| ---- | --------------------------------------- | ------------------------------------- |
| 1992 | Thunderheart Strange Ways Records (EFA) | Erstveröffentlichung: 9. Oktober 1992 |

## Singles

Frontcover zu It’s Not Too Late (Don’t Sorrow).

| Jahr | Titel Album                                         | Höchstplatzierung, Gesamtwochen, AuszeichnungChartplatzierungen (Jahr, Titel, Album, Platzierungen, Wochen, Auszeichnungen, Anmerkungen) | Höchstplatzierung, Gesamtwochen, AuszeichnungChartplatzierungen (Jahr, Titel, Album, Platzierungen, Wochen, Auszeichnungen, Anmerkungen) | Höchstplatzierung, Gesamtwochen, AuszeichnungChartplatzierungen (Jahr, Titel, Album, Platzierungen, Wochen, Auszeichnungen, Anmerkungen) | Anmerkungen                                                |
| Jahr | Titel Album                                         | DE | AT | CH | Anmerkungen                                                |
| ---- | --------------------------------------------------- | --- | --- | --- | ---------------------------------------------------------- |
| 1991 | The Sparrows and the Nightingales No Happy View     | — | — | — | Erstveröffentlichung: 12. Juli 1991 Verkäufe: + 10.000     |
| 1992 | It’s Not Too Late (Don’t Sorrow) No Happy View      | — | — | — | Erstveröffentlichung: 14. Februar 1992                     |
| 1993 | Now I Fall Popkiller                                | — | — | — | Erstveröffentlichung: 30. August 1993                      |
| 1994 | Elias (Drumless Mix) 55578                          | — | — | — | Erstveröffentlichung: 22. April 1994                       |
| 1995 | Closer Still Dreaming Apes                          | — | — | — | Erstveröffentlichung: 20. November 1995                    |
| 1996 | A New Starsystem Has Been Explored Dreaming Apes    | — | — | — | Erstveröffentlichung: 19. April 1996 feat. Heike Nebel     |
| 1998 | Once in a Lifetime Spectators                       | DE23 (16 Wo.)DE | — | — | Erstveröffentlichung: 16. Oktober 1998                     |
| 1998 | It’s Hurting for the First Time Spectators          | DE66 (6 Wo.)DE | — | — | Erstveröffentlichung: 30. November 1998                    |
| 1999 | Künstliche Welten Spectators                        | DE66 (7 Wo.)DE | — | — | Erstveröffentlichung: 26. März 1999                        |
| 2003 | Kein Zurück Casting Shadows                         | DE4 Gold · (23 Wo.)DE | — | — | Erstveröffentlichung: 17. Februar 2003 Verkäufe: + 150.000 |
| 2003 | Find You’re Here / Find You’re Gone Casting Shadows | DE23 (11 Wo.)DE | AT73 (2 Wo.)AT | — | Erstveröffentlichung: 3. November 2003                     |
| 2004 | Blind 2004 Erbsen auf halb 6 (O.S.T.)               | DE53 (9 Wo.)DE | — | — | Erstveröffentlichung: 1. März 2004                         |

## Videoalben und Musikvideos

### Videoalben
| Jahr | Titel Musiklabel                         | Anmerkungen                          |
| ---- | ---------------------------------------- | ------------------------------------ |
| 2002 | Kompendium Strange Ways Records (Indigo) | Erstveröffentlichung: 16. April 2002 |

### Musikvideos
| Jahr | Titel                              | Regisseur(e)          |
| ---- | ---------------------------------- | --------------------- |
| 1991 | The Sparrows and the Nightingales  | Carlos Perón          |
| 1993 | Now I Fall                         | Ingo Ito, Susa Lie    |
| 1995 | Closer Still                       | José Alvarez-Brill    |
| 1996 | A New Starsystem Has Been Explored | Oliver Schultz-Berndt |
| 1998 | Once in a Lifetime                 | Iwie Candy X07        |
| 1998 | It’s Hurting for the First Time    | Detlev Buck           |
| 1999 | Künstliche Welten                  | Marc Hertel           |
| 2003 | Kein Zurück                        | Detlev Buck           |
| 2003 | Find You’re Here                   | Nicholas J. Schofield |
| 2003 | Find You’re Gone                   | Nicholas J. Schofield |
| 2004 | Blind 2004                         | Lars Büchel           |

## Sonderveröffentlichungen

### Alben
| Jahr | Titel Musiklabel            | Anmerkungen                |
| ---- | --------------------------- | -------------------------- |
| 1987 | Wolfsheim Selbstverlag      | Erstveröffentlichung: 1987 |
| 1988 | Ken Manage Selbstverlag     | Erstveröffentlichung: 1988 |
| 1989 | Any But Pretty Selbstverlag | Erstveröffentlichung: 1989 |

| Jahr | Titel Musiklabel                               | Anmerkungen |
| ---- | ---------------------------------------------- | --- |
| 1995 | Bruder Kosmonaut Strange Ways Records (Indigo) | Erstveröffentlichung: 20. Februar 1995 Bonus-EP, die nur in limitierter Auflage als Teil der Kompilation 55578 zu erwerben war |

### Lieder
| Jahr | Titel Album                          | Anmerkungen                                                               |
| ---- | ------------------------------------ | ------------------------------------------------------------------------- |
| 2001 | Grey in Grey Darius                  | Erstveröffentlichung: 4. September 2001 Girls Under Glass feat. Wolfsheim |
| 2005 | Once in a Lifetime Assault & Battery | Erstveröffentlichung: 18. Oktober 2005 DJ Baby Anne feat. Wolfsheim       |

| Jahr | Titel Album                                      | Anmerkungen                                                     |
| ---- | ------------------------------------------------ | --------------------------------------------------------------- |
| 2014 | Über grüne Wiesen Der Eisenberg Sampler – Vol. 4 | Erstveröffentlichung: 7. Februar 2014 Original: Enya – Boadicea |

| Jahr | Titel Soundtrack zu                                  | Anmerkungen                           |
| ---- | ---------------------------------------------------- | ------------------------------------- |
| 1999 | It’s Hurting for the First Time Liebe deine Nächste! | Erstveröffentlichung: 11. Januar 1999 |
| 1999 | Sleep Somehow (Extended Mix) Straight Shooter        | Erstveröffentlichung: 12. April 1999  |
| 2004 | Blind 2004 Erbsen auf halb 6                         | Erstveröffentlichung: 1. März 2004    |

## Promoveröffentlichungen

Frontcover zu Sleep Somehow.

| Jahr | Titel Album                                            | Anmerkungen |
| ---- | ------------------------------------------------------ | --- |
| 1995 | 55578                                                  | Erstveröffentlichung: 1995 Promo-CD, die lediglich die Radioversion zu The Sparrows and the Nightingales beinhaltet          |
| 1999 | Sleep Somehow (Extended Mix) Straight Shooter (O.S.T.) | Erstveröffentlichung: 26. Juli 1999 Vinylplatte, die eine Instrumentalversion sowie Remixversion zu Sleep Somehow beinhaltet |

## Boxsets
| Jahr | Titel Musiklabel                                  | Anmerkungen |
| ---- | ------------------------------------------------- | --- |
| 2001 | Spectators Trilogie Strange Ways Records (Indigo) | Erstveröffentlichung: 29. Oktober 2001 Inhalt: Künstliche Welten (Single), Once in a Lifetime (Single) und Spectators (Album) |

## Statistik

### Chartauswertung
|                     | DE    | AT    | CH    |
| ------------------- | ----- | ----- | ----- |
| Nummer-eins-Alben   | DE1DE | AT—AT | CH—CH |
| Top-10-Alben        | DE2DE | AT—AT | CH—CH |
| Alben in den Charts | DE4DE | AT1AT | CH2CH |

|                       | DE    | AT    | CH    |
| --------------------- | ----- | ----- | ----- |
| Nummer-eins-Singles   | DE—DE | AT—AT | CH—CH |
| Top-10-Singles        | DE1DE | AT—AT | CH—CH |
| Singles in den Charts | DE6DE | AT1AT | CH—CH |

### Auszeichnungen für Musikverkäufe
Anmerkung: Auszeichnungen in Ländern aus den Charttabellen bzw. Chartboxen sind in ebendiesen zu finden.
| Land/RegionAuszeichnungen für Musikverkäufe (Land/Region, Auszeichnungen, Verkäufe, Quellen) | Gold     | Platin  | Verkäufe | Quellen           |
| -------------------------------------------------------------------------------------------- | -------- | ------- | -------- | ----------------- |
| Deutschland (BVMI)                                                                           | 2× Gold2 | Platin1 | 600.000  | musikindustrie.de |
| Insgesamt                                                                                    | 2× Gold2 | Platin1 |          |                   |